# I Like the Way She Do It
I Like the Way She Do It è un singolo della G-Unit, cantato da 50 Cent, Lloyd Banks, Young Buck e Tony Yayo.
La versione che più spesso si trova nei siti è quella Censured, a causa di molte parole volgari nella canzone. Quando ci sono queste parole si sente solo la base musicale underground, e la voce si ferma di scatto per proseguire. Questa tecnica ne fa della canzone una delle più particolari della G-Unit, nonché una delle migliori. Il video è quotato il migliore dei video per i singoli della G-Unit.